# Åsenhöga landskommun
Åsenhöga landskommun var en tidigare kommun i Jönköpings län.

## Administrativ historik
När 1862 års kommunalförordningar trädde i kraft den 1 januari 1863 inrättades i Sverige cirka 2 400 landskommuner samt 89 städer och ett mindre antal köpingar.
Då inrättades i Åsenhöga socken i Mo härad i Småland denna kommun. Vid kommunreformen 1952 upplöstes denna landskommun där en del överfördes till Gnosjö storkommun.
1971 ombildades dessa landskommunerna till Gnosjö kommun.

## Politik

### Mandatfördelning i Åsenhöga landskommun 1938-1946
| 5 | 4 | 8 | 3 |

| 20 |

| 4 | 5 | 4 | 7 |

| 20 |

| 3 | 1 | 6 | 9 | 1 |

| 19 |